# 白帶固曲齒鯛
白帶椒雀鯛，又稱白帶固曲齒鯛，俗名為厚殼仔，為輻鰭魚綱鱸形目隆頭魚亞目雀鯛科的其中一種。

## 分布
本魚分布於印度太平洋區，包括東非、紅海、馬爾地夫、斯里蘭卡、安達曼海、日本、台灣、中國南海、菲律賓、馬來西亞、泰國、印尼、馬紹爾群島、密克羅尼西亞、帛琉、諾魯、新幾內亞、澳洲等海域。

## 深度
水深0至6公尺。

## 特徵
本魚體色一致，均呈暗褐色。背鰭第四棘到第六棘下方有一灰色斑，向下延伸成一條長帶，但不很明顯，向腹下伸展時有漸消失的趨勢。晟於身體其他部分都沒有斑點。但是體長在4公分以下的幼魚，其背鰭硬棘末端下，有一塊黑斑，與眼徑約略相同。背鰭硬棘12枚、背鰭軟條15至16枚、臀鰭硬棘2枚、臀鰭軟條12至13枚。體長可達12公分。

## 生態
本魚生活於沿石海岸，生性機警，遇驚嚇時，馬上就躲入石縫、礁石中。食性雜，幼魚時以浮游生物為食，成魚夏季空腹居多，東、春季則吃海藻。

## 經濟利用
可飼養來觀賞，非食用魚。